# Facultatea de Drept a Universitații de Vest din Timișoara
Facultatea de Drept (engleză Faculty of Law, franceză Faculté de Droit),  a Universității de Vest din Timișoara a fost înființată în anul 1992, fiind acreditată, pentru domeniul de studii Drept, în anul 2000 și reacreditată în anul 2010. Facultatea a dobândit în anul 2004 calitatea de instituție organizatoare de studii universitare de doctorat în domeniul Drept. 
Facultatea organizează studii universitare de masterat în Dreptul afacerilor, Drept penal și științe penale, Dreptul Uniunii Europene, Carieră judiciară, toate programele de studii de masterat fiind acreditate.
Planul de învățământ al Facultății de Drept din cadrul Universității de Vest din Timișoara este compatibil cu planurile de învățământ ale Hexagonului Facultăților de Drept din România (format din facultățile de drept din cadrul universităților de stat din București, Cluj-Napoca, Iași, Craiova, Sibiu și Timișoara), precum și cu cele ale facultăților de prestigiu din Europa.
Pe plan european, facultatea și profesorii săi au relații de cooperare universitară cu facultăți de drept din Franța (Paris I Panthéon-Sorbonne, Montpellier), Italia (Bologna, Padova, Udine), Ungaria (Pecs, Szeged), Serbia (Belgrad, Novi Sad) etc.
Locul dobândit de către Facultatea de Drept a Universității de Vest din Timișoara în rândurile facultăților de prestigiu din România, precum și cooperările fructuoase cu instituțiile similare din țară și din străinătate reprezintă rezultatul efortului cadrelor didactice și studenților facultății în cei 20 de ani de existență a acesteia. 

## Istoric
Facultatea de Drept din cadrul Universității de Vest din Timișoara are o istorie scurtă, dar densă.
Înființată în anul 1944, printr-un decret regal semnat de  Majestatea Sa, Regele Mihai I al României, Universitatea de Vest din Timișoara avea în structura sa o facultate de litere și filosofie, o facultate de științe, o facultate de teologie, o facultate de medicină și farmacie și o facultate de drept. Această structură internă era menită sa asigure noii universități asemănarea cu marile universități ale lumii, de la acea vreme. Se poate spune că Decretul Regal nr. 660/1944 este actul de naștere al Universității de Vest. Decretul–lege nr. 660, care oficializa hotărârea Consiliului de Miniștri nr. 57/1944 privind înființarea Universității de Vest - a patra universitate a țării după cele din București, Cluj si Iași – este promulgat în toamna anului 1944, însă conturarea Facultății de Drept ca instituție de învățământ superior avea să intervină mai târziu.
Facultatea de Drept din Timișoara a fost efectiv înființată doar în 1992, ca specializare în cadrul Facultății de Științe Economice și Drept, devenind, după un parcurs comun, începând cu anul 1996, Facultatea de Drept din cadrul Universității de Vest din Timișoara.
Facultatea a fost acreditată în anul 2000, ca semn de recunoaștere a performanțelor profesorilor și studenților săi, iar din anul 2004 este instituție organizatoare de studii universitare de doctorat.
Până în anul 2013 au absolvit Facultatea de Drept 18 promoții de absolvenți ai programului de studii Drept și 5 promoții de absolvenți ai programului de studii Administrație publică. 

## Organizare
Facultatea de Drept din cadrul Universității de Vest din Timișoara este structurată pe departamente: 
- Departamentul de Drept privat
- Departamentul de Drept public

În cadrul facultății funcționează Școală Doctorală.
În asociere cu facultatea este organizat Centrul European de Studii și Cercetări Juridice Timișoara. 

## Evenimente

### Decembrie 2013
Echipa Facultății de Drept din cadrul Universității de vest din Timișoara a ocupat locul II la World Human Rights Moot Court Competition. (Pretoria, Africa de Sud)
În perioada 7–10 decembrie 2013 s-a desfășurat la Pretoria (Africa de Sud) faza finală a celei de-a cincea ediții a World Human Rights Moot Court Competition, prestigios concurs științific studențesc organizat de Centrul pentru Drepturile Omului de pe lângă Universitatea din Pretoria.
La faza finală au participat cele mai bune 15 echipe din cele 5 regiuni ale Organizației Națiunilor Unite.
România a fost reprezentată de echipa Facultății de Drept din cadrul Universității de Vest din Timișoara, formată din Oana Maria Ștefănescu și Alexandru Dan Șipoș, studenți în anul II.
Echipa Facultății de Drept din cadrul Universității de Vest din Timișoara s-a situat pe locul II în clasamentul general mondial, devansând, prin acest rezultat, echipe ale unor universități de prestigiu, cum sunt Universitatea din Pennsylvania (Statele Unite ale Americii); Universitatea din Lucerna (Elveția), Universitatea Erlangen-Nurenberg (Germania), Universitatea Nicolaus Copernicus din Torun (Polonia), Universitatea din Buenos Aires (Argentina); Universitatea din Sao Paulo (Brazilia), Universitatea New South Wales (Australia).
Echipa Facultății de Drept din cadrul Universității de Vest din Timișoara a fost pregătită de dl. lect. univ. dr. Lucian Bojin și d-ra Alexandra Bioc, absolventă a facultății și multiplă premiată în trecut la astfel de concursuri. Echipele facultății participante la concursurile internaționale studențești de drept internațional public și drepturile omului își desfășoară pregătirea sub coordonarea d-lui conf. univ. dr. Valentin Constantin.
Participările Facultății de Drept din cadrul Universității de Vest din Timișoara la acest concurs au devenit o tradiție: în anul 2011 echipa Facultății de Drept din Timișoara a câștigat grupa regională Europa Centrală și de Est și a obținut locul 4 în clasamentul general individual al pledanților, iar în anul 2012 s-a situat pe primul loc în clasamentul regiunii Europa Centrală și de Est, obținând, de asemenea, locul 9 în clasamentul general mondial.

### Iunie 2013
Vice-președintele Academiei de Științe Sociale din Shanghai (China) în vizită la Facultatea de Drept din Timișoara
Facultatea de Drept din cadrul Universitații de Vest din Timișoara a primit în perioada 8-11 iunie 2013 vizita unei delegații de profesori și cercetători în domeniul dreptului penal și al dreptului procesual penal de la Academia de Știinte Sociale din Shanghai (China), condusa de prof. dr. Ye Qing (vice-presedintele Academiei si director al Institutul de Știinte Juridice). Din delegație au mai făcut parte Du Wenjun, Tu Longke, Chen Ling și Duan Zhanchao, profesori și cercetători în cadrul institutului.
La manifestări au participat specialiști în drept penal și drept procesual penal de la Universitatea de Vest din Timișoara, Universitatea din București si Universitatea „Babes-Bolyai” din Cluj-Napoca, precum și reprezentanți ai autoritaților si instituțiilor relevante din domeniul juridic în plan național (Ministerul Justiției, Parchetul General de pe lânga Înalta Curte de Casație si Justiție, Institutul de Cercetări Juridice Acad. Andrei Rădulescu al Academiei Române).
Cu ocazia acestei vizite, între Facultatea de Drept din cadrul Universitații de Vest din Timișoara si Institutul de Știinte Juridice al Academiei de Știinte Sociale din Shanghai a fost semnat un acord de cooperare academică.

## Alumni
Competențele profesionale ale absolvenților facultății sunt puse în valoare prin accesul acestora la poziții de prestigiu în profesiile juridice și prin realizări științifice ale unor alumni de excepție.
- Larisa Dragomir – doctor în drept al European University Institute, autor al cărții European Prudential Banking Regulation and Supervision. The Legal Dimension, Routledge, 2010
- Remus Titiriga – doctor în drept al Universitatii Nancy II (Franța), autor al cărții La comparaison, technique essentielle du juge européen, L’Harmattan, Paris, 2011.
- Alexandra Mercescu – absolventa a masteratului de cercetare Globalisation et pluralisme juridique al Universității Paris I Panthéon-Sorbonne în anul 2011 cu cea mai mare medie din istoria masteratului, în prezent doctorand în drept al Universității Paris I Panthéon-Sorbonne.